# 益城郡
益城郡（ましきのこおり・ましきぐん）は肥後国にかつて存在した郡である。

## 区域
2009年現在の行政区域により示す。
- 熊本県
  - 熊本市の一部（旧秋津村、旧富合町、旧城南町の区域）
  - 上益城郡
  - 下益城郡
  - 宇城市（旧松橋町・旧小川町・旧豊野町の区域）
  - 菊池郡菊陽町（旧白水村の区域）
- 尚、詳らかにすることはできないが、古代には現在の上益城郡嘉島町が託麻郡に属しており、本郡には含まれていなかった。[1]

## 歴史
- 江戸時代に上益城郡と下益城郡に分割される。